# Das große Buch der Trompete
Das große Buch der Trompete. Instrument, Geschichte, Trompeterlexikon ist ein dreibändiges Werk des Arrangeurs, Trompeters und Bandleaders Friedel Keim mit Artikeln zur Geschichte und Technik der Trompete, Kurzbiografien bekannter Trompeter aus unterschiedlichen Musikgenres, Illustrationen, sowie bibliografischen und diskografischen Verweisen. 
Die ersten beiden im Jahr 2005 und 2009 herausgegebenen Bände erschienen im Musikverlag Schott Music mit der ISBN 3-7957-0530-4 (Band 1) und der ISBN 978-3-7957-0677-7 (Band 2); im Jahr 2015 erschien ein 3. Band im Eigenverlag. Das vom Verfasser als „Lesebuch“ und nicht als Lexikon oder Nachschlagewerk konzipierte Werk wurde trotz inhaltlicher Lücken und korrekturbedürftiger Passagen weitgehend positiv bevertet.